# Juan Zavala de la Puente

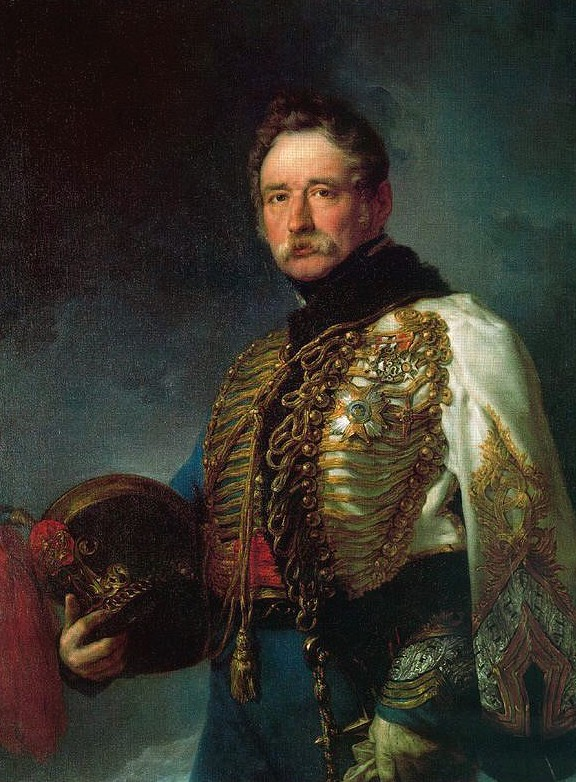
Die Markgraf de Sierra Bullones

Juan Zavala (Zabala) de la Puente, Graf (Conde) de Paredes de Nava, Markgraf (Marqués) de Sierra Bullones (* 27. Dezember 1804 in Lima; † 29. Dezember 1879 in Madrid) war ein spanischer General, Politiker und Ministerpräsident Spaniens (Presidente del Gobierno).

## Leben

### Militärische Laufbahn und Herrschaft Isabellas II.
Nach der Unabhängigkeitserklärung von Peru am 28. Juli 1821 übersiedelte er nach Spanien, wo er eine Militärausbildung absolvierte. Als Offizier nahm er zwischen 1833 und 1839 am Ersten Carlistenkrieg teil. Später wurde er zum Generalleutnant (Teniente General) befördert. Am 29. August 1839 wurde er mit der Vorbereitung der Übereinkunft von Oñati (Convenio de Oñate) beauftragt, die später von den Generalen Baldomero Espartero sowie Rafael Maroto unterzeichnet wurde und zum Ende des Ersten Carlistenkrieges in Nordspanien führte.
Seine politische Laufbahn begann dann am 4. Oktober 1854 mit der Wahl zum Abgeordneten des Parlaments (Congreso de los Diputados), wo er für eine Wahlperiode die Interessen des Wahlkreises Málaga vertrat.
Während der Herrschaft von Königin Isabella II. wurde er am 6. Juni 1855 als Außenminister (Ministro de Estado) in das Kabinett von Baldomero Espartero, dem er bis zum Ende von dessen Amtszeit am 14. Juli 1856 angehörte. Durch Königliches Dekret vom 14. Juli 1858 wurde er wegen seiner Verdienste zum Senator auf Lebenszeit (Senador Vitalicio) ernannt.
Während des Spanisch-Marokkanischen Krieges von 1859 bis 1860 gehörte er neben dem Oberbefehlshaber der spanischen Truppen, General Leopoldo O’Donnell, zu den wichtigsten Generalen. Als zeichnete er sich durch Tapferkeit in Gefechten bei Sierra de Bullones und Castillejos aus und wurde dafür am 28. November 1860 als Markgraf (Marqués) de Sierra Bullones in den Adelsstand erhoben. Darüber hinaus war er Träger des am 10. Mai 1452 erstmals verliehenen Grafentitels von Paredes de Nava.
Am 9. Juli 1860 wurde er Marineminister (Ministro de Marina) in der Regierung von Leopoldo O’Donnell und behielt dieses Amt bis zum 17. Januar 1863. Am 21. Juni 1865 wurde er erneut als Marineminister in das vierte Kabinett von O’Donnell berufen und bekleidete das Ministeramt bis zum 10. Juli 1866.

### Herrschaft von König Amadeus und Erste Republik
Während der Legislaturperioden von 1871 bis 1872 sowie 1872 war er erneut Senator und als solcher Vertreter der Provinz Alicante.
Am 8. April 1872 wurde er während der Herrschaft von König Amadeus zum Kriegsminister (Ministro de Guerra) in die Regierung von Práxedes Mateo Sagasta berufen, der er jedoch nur knapp sechs Wochen bis zum 26. Mai 1872 angehörte.
In der darauf folgenden Ersten Republik übernahm er am 3. Januar 1874 im Kabinett von Francisco Serrano Domínguez wieder das Amt des Kriegsministers. Zugleich war er für eine Woche im Januar 1874 amtierender Marineminister während der Abwesenheit des Amtsinhabers.
Schließlich wurde er am 26. Februar 1874 als Nachfolger von Serrano Domínguez selbst zum Ministerpräsidenten Spaniens (Presidente del Gobierno) ernannt. In seinem bis zum 3. September 1874 amtierenden Kabinett übernahm er auch weiterhin das Amt des Kriegsministers. Anschließend wurde ihm der Rang eines Generalkapitäns der Streitkräfte (Capitán General del Ejército) auf Lebenszeit verliehen.
In den Legislaturperioden 1876 bis 1877 sowie 1877 war er wiederum als Vertreter der Provinz Alicante wieder Mitglied des Senats. 1878 wurde er darüber hinaus mit dem Orden vom Goldenen Vlies (Orden del Toisón de Oro) ausgezeichnet.